# Rétrofusée

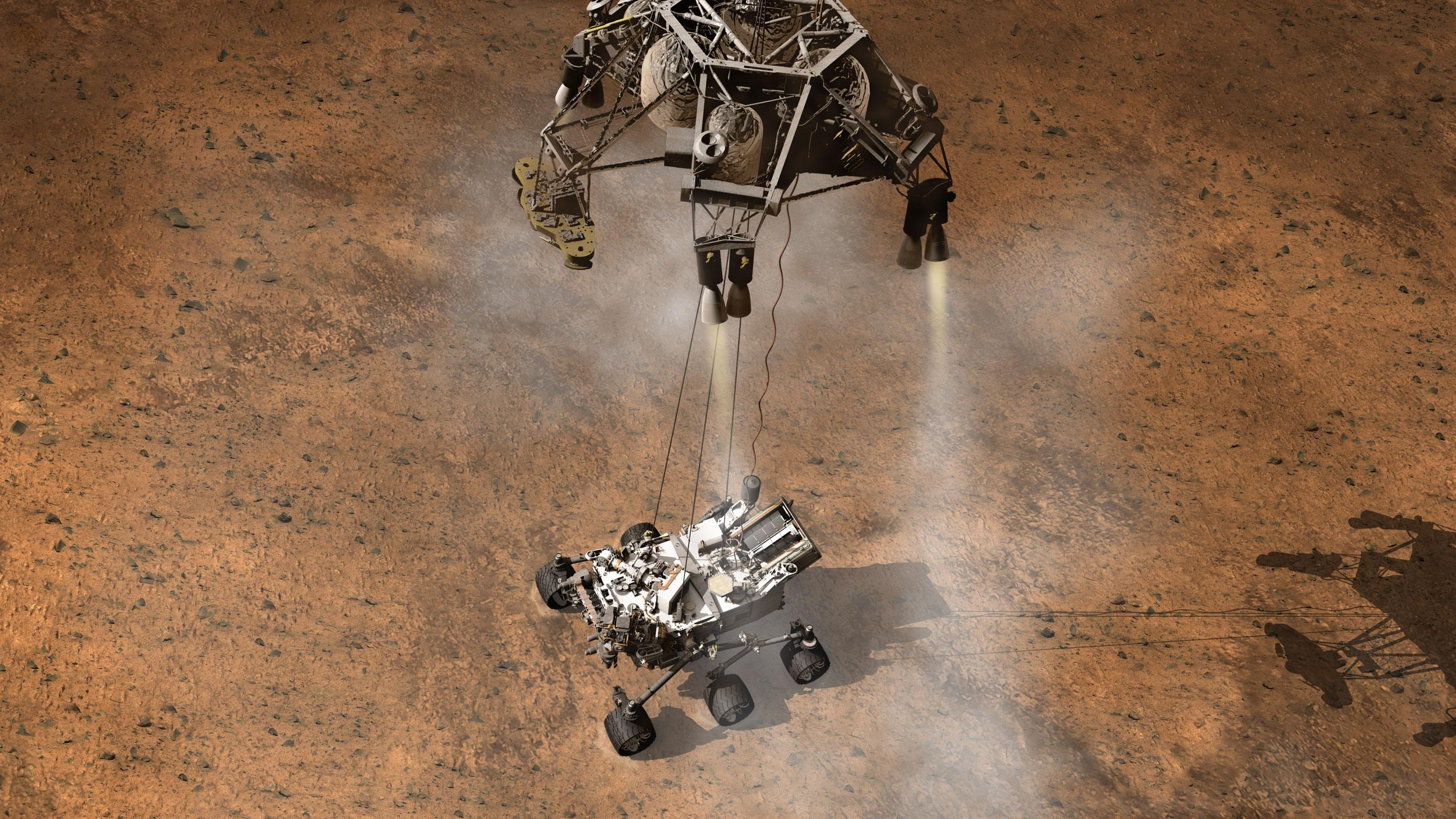
Curiosity atterrissant sur le sol de Mars, vue d'artiste. La fin de la descente est contrôlée à l'aide de retro-fusée.

Une rétrofusée est un moteur de fusée utilisé pour fournir une poussée opposée au sens de mouvement d'un véhicule spatial, causant ainsi sa décélération. Lorsque le véhicule est ralenti, son orbite décroit jusqu'au point où les forces aérodynamiques freinent à leur tour le mouvement du véhicule, ayant pour conséquence soit sa désintégration soit, si le véhicule a été doté d'un bouclier thermique et d'un dispositif de récupération, son retour intact à la surface terrestre.

## Histoire
L'un des premiers usage de la technologie des rétrofusées fut le projet Hajile (en) lancé par la Direction du développement d'armes diverses de l'Amirauté britannique. Elle a pour origine une demande de la British Army pour un équipement permettant de larguer d'un avion en vol des équipements lourds ou des véhicules. Le projet tourna en désastre et fut oublié après la Seconde Guerre mondiale.
Bien que certains essais aient été concluants, Hajile était trop imprévisible pour pouvoir être utilisé dans une situation de guerre réelle, et comme la guerre arrivait à son terme, le projet fut abandonné.

## Source
- (en) Cet article est partiellement ou en totalité issu de l’article de Wikipédia en anglais intitulé « Retrorocket » (voir la liste des auteurs).